# Л'Оре-д'Екув
Л'Оре-д'Екув (фр. L'Orée-d'Écouves) — муніципалітет у Франції, у регіоні Нижня Нормандія, департамент Орн. Л'Оре-д'Екув утворено 1 січня 2019 року шляхом злиття муніципалітетів Фонтене-ле-Луве, Ліваї, Лонгное i Сен-Дідьє-су-Екув. Адміністративним центром муніципалітету є Ліваї. Населення — 752 особи (01.01.2021).